# Hunor
Hunor [hunor] ist ein männlicher Vorname aus Ungarn.

## Herkunft und Bedeutung

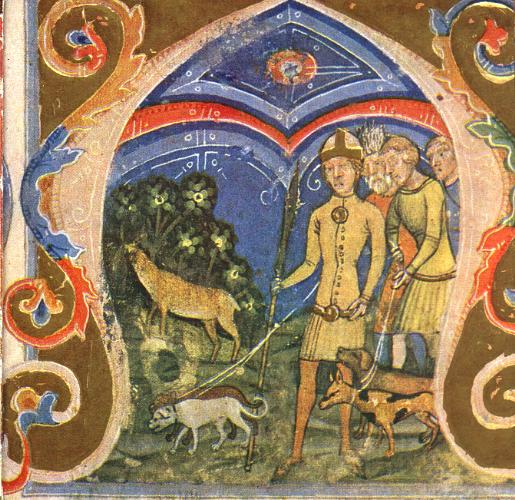
Jagd nach dem Wunderhirsch. Ungarische Bilderchronik, 1360

Hunor und Magor waren einer ungarischen Sage nach die Vorfahren der Hunnen und Magyaren und waren angeblich die Söhne Nimrods bzw. Jafets, die auf der Krim am Schwarzen Meer gelebt haben sollen.
In der Sage geht es um einen Wunderhirsch, den die beiden Prinzen Hunor und Magor versuchen zu jagen. Der Hirsch verschwindet auf einmal spurlos, worauf Hunor und Magor plötzlich himmlische Gesänge hören und den Gesängen folgen, bis sie auf einen See treffen, in dem bildhübsche junge Mädchen baden. Die Mädchen ergreifen sofort schreiend die Flucht, unter ihnen sollen auch zwei Töchter des Alanen-Fürsten Dula gewesen sein. Die Prinzen reiten hinterher und die Vier treffen sich. Sofort entflammt leidenschaftliche Liebe und Hunor heiratet daraufhin die eine, Magor die andere. Die Nachfahren des Hunor werden als Hunnen bezeichnet, die des Magor wiederum als Magyaren (Ungarn). Schriftlich festgehalten wurde diese Sage von dem Hofchronisten Simon Kézai, etwa von 1282 bis 1283, in seinen Gesta Hunnorum et Hunharorum.
Die Legende stellt eine kollektive Erinnerung der Ungarn dar, so ist zum Beispiel der hunnische Name „Attila“ bis zum heutigen Tag ein recht beliebter männlicher Vorname in Ungarn. Auf diese Verbindung mit den Hunnen geht auch die in zahlreichen europäischen Sprachen übliche Schreibweise des ungarischen Landesnamens mit „H-“ zurück, vgl. deutsch (veraltet) Hungarn; französisch Hongrie; englisch Hungary.

## Namensträger

### Vorname
- Hunor Kelemen (* 1967), rumänischer Politiker, Schriftsteller und Tierarzt ungarischer Volkszugehörigkeit
- Hunor Mate (* 1983), österreichischer Schwimmer
- Hunor, Csergő (* 1995), ungarischer Eishockeyspieler in Rumänien
- Hunor, Farkas (* 2001), ungarischer Skispringer in Rumänien